# متزانا راباتونه
متزانا راباتونه (به ایتالیایی: Mezzana Rabattone) یک کومونه در ایتالیا است که در استان پاویا واقع شده‌است.

## خصوصیات
متزانا راباتونه ۷٫۰ کیلومترمربع مساحت و ۵۰۷ نفر جمعیت دارد و ۶۸ متر بالاتر از سطح دریا واقع شده‌است.